# José Clemente Orozco
José Clemente Orozco, född 23 november 1883 i Ciudad Guzmán i Jalisco, död 7 september 1949 i Mexico City, var en mexikansk målare, tecknare och grafiker. Han är bland annat känd för sina muralmålningar och betecknas tillsammans med Diego Rivera och David Alfaro Siqueiros som en av de tre stora inom den mexikanska muralismen.

## Biografi
Orozco föddes i Zapotlán el Grande, en liten stad i sydvästra Mexiko. Familjen flyttade senare till Mexico City. Vid 15 års ålder skickades Orozco ut på landet för att studera jordbruksteknik, men efter sin fars död återvände han till huvudstaden och började studera till konstnär.
År 1904 skadade Orozco sin vänstra hand så svårt i en fyrverkeriolycka att den måste amputeras. Han målade till att börja med akvareller, till exempel Mexiko under revolutionen (1916), men blev senare en ledande freskmålare. 
Orozco gifte sig med Margarita Valladares år 1923 och de fick tre barn tillsammans. Mellan 1923 och 1924 utförde han den berömda muralmålningen i Escuela Nacional Preparatoria i Mexico City där han även gjorde en andra svit (1926-1927).
Efter flera år utan uppskattning i Mexiko lämnade han sin familj år 1927 och reste till USA där han bodde i tio år. Sin första muralmålning i USA målade han på Pomona College i 
Claremont i Kalifornien och hans mest berömda amerikanska målning, Epic of American Civilization, som tog två år att färdigställa, finns på Dartmouth College i New Hampshire. Jackson Pollock fascinerades av Orozcos verk och av de två andra samtida mexikanska muralmålarna, Rivera och Siqueiros. I sitt motivval närmade sig Orozco socialrealismen, men den behandlades i en dekorativ, stiliserad och rytmisk stil. På detta sätt gav Orozco den episkt revolutionära stil, som Rivera hade skapat, en ny aspekt.
År 1934 återvände Orozco till sin familj i Mexiko och fick flera uppdrag, bland annat i guvernörspalatset i Guadalajara. Han målade också  freskomålningarna i Hospicio Cabañas i Guadaljara, ett av Latinamerikas äldsta sjukhus som nu är ett UNESCO världsarv.
Han fick i uppdrag av Museum of Modern Art i New York att måla ett verk för utställningen Twenty Centuries of Mexican Art 1940. Han träffade Gloria Campobello, prima ballerina på Mexico City Ballet och efter tre år skiljde han sig från sin fru och flyttade ihop med Campobello i New York. Paret  skiljdes år 1946 och Orozco reste tillbaka till Mexiko, där han levde ensam resten av sitt liv.

## Bilder

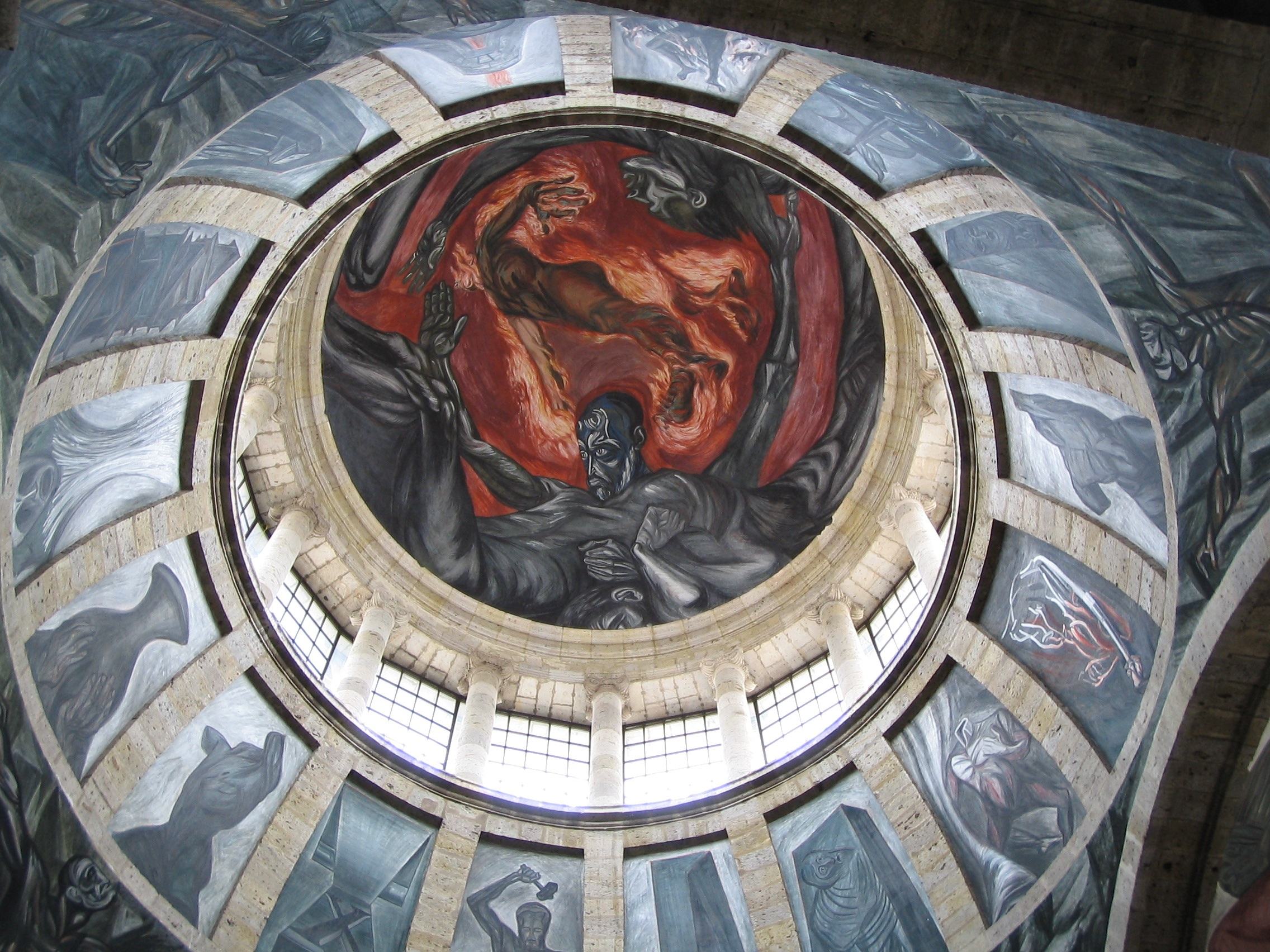
José Clemente Orozco - "Mannen av eld". Hospicio Cabañas, Mexiko.
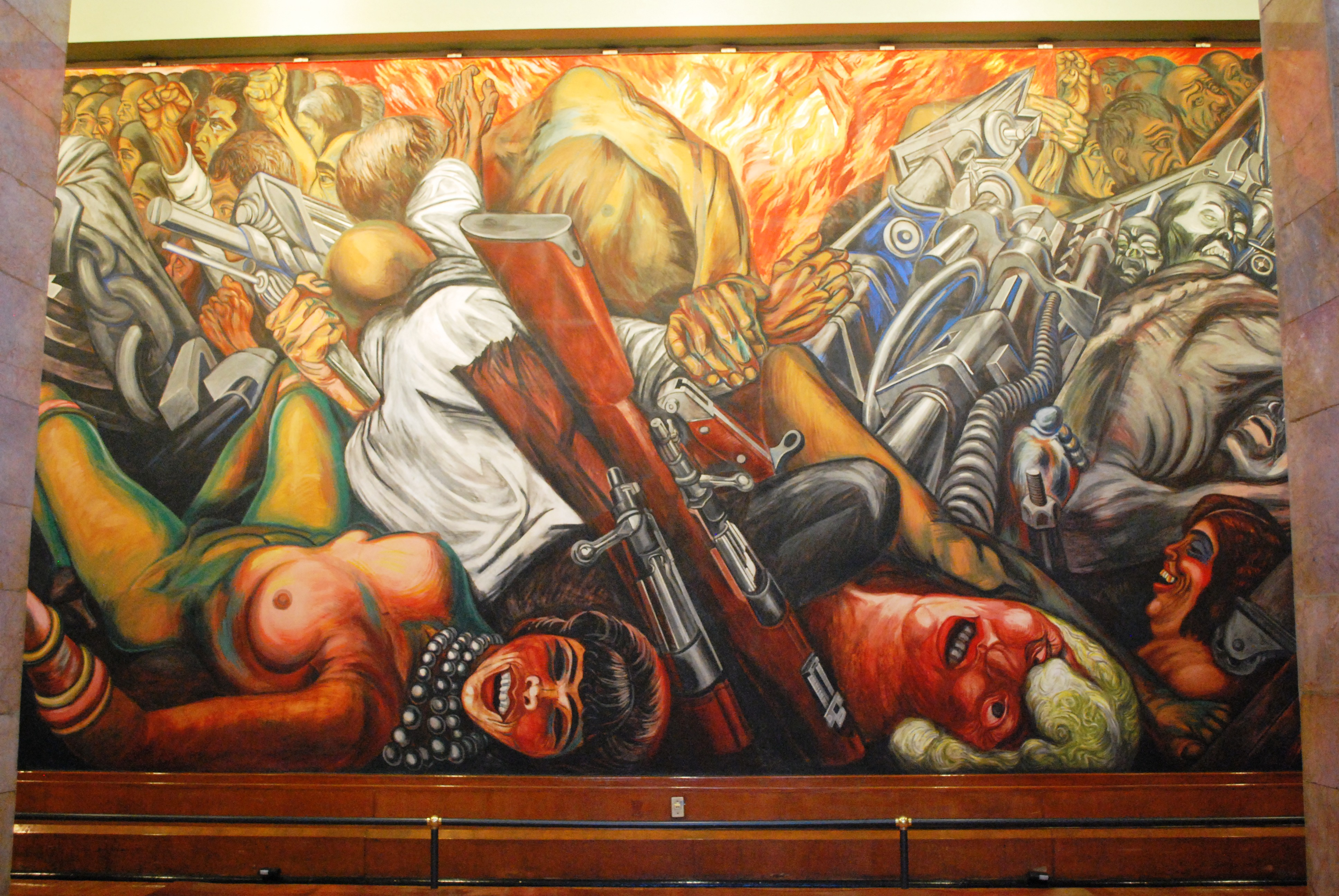
Palacio de Bellas Artes, Mexico City: Mural "Catarsis", 1934 (detalj).
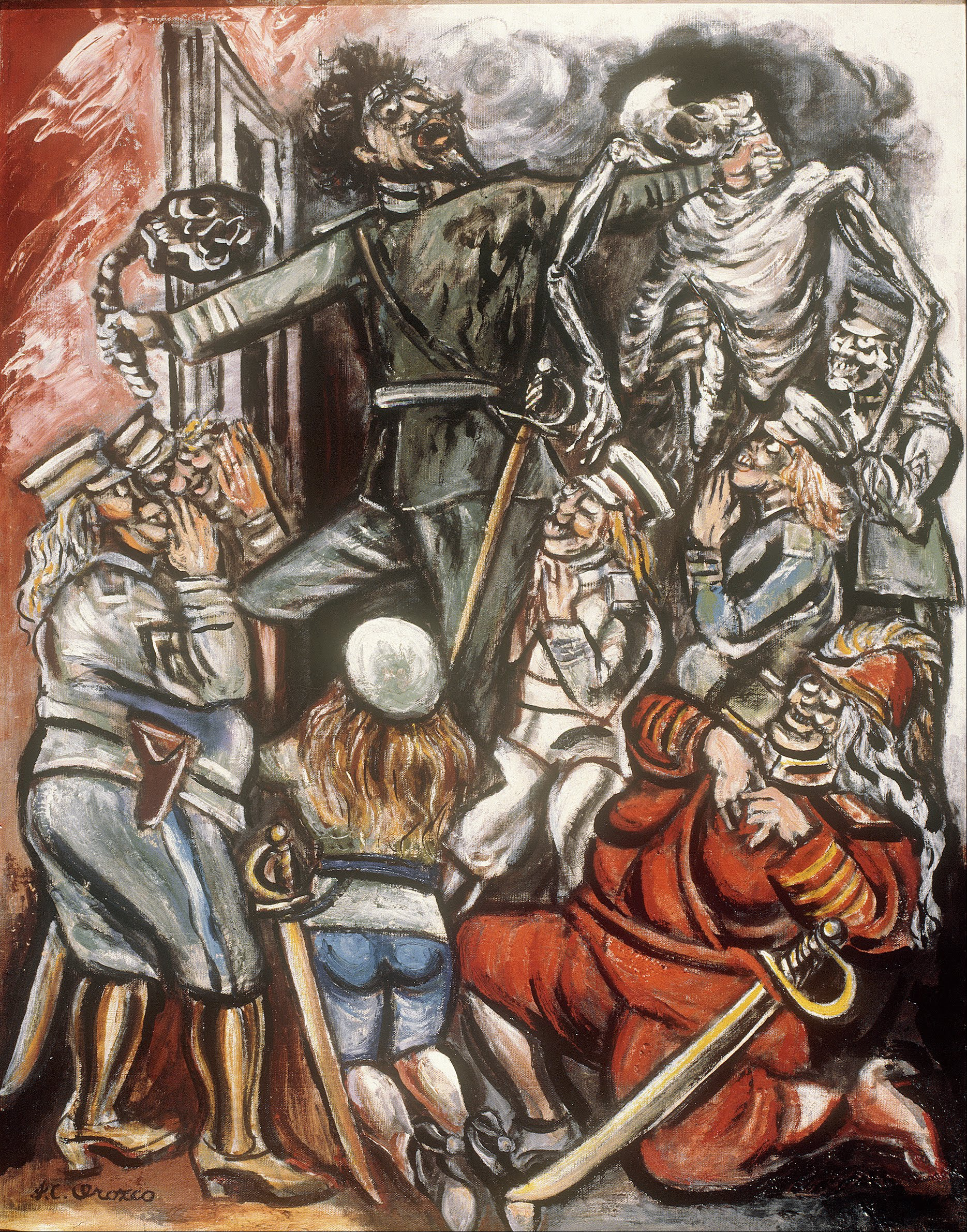
El demagogo, 1946.

## Representerad
Orozco är representerad vid bland annat Museum of Modern Art, Metropolitan Museum, British Museum, Auckland Art Gallery, Cleveland Museum of Art,   Nelson-Atkins Museum of Art, Whitney Museum of American Art, Art Institute of Chicago,  Philadelphia Museum of Art, Smithsonian American Art Museum, San Francisco Museum of Modern Art, Minneapolis Institute of Art, National Gallery of Art och National Gallery of Canada